# Elmley Castle
Elmley Castle est une localité anglaise située dans le comté du Worcestershire.

## Château
Dans cette localité, on retrouve les ruines d'un important château médiéval normand.  Le village tire son nom de ce château, situé au sud de Bredon Hill.
Ce château aurait vraisemblablement été construit après la Conquête Normande, par Robert d'Abetot.  Après la mort de ce dernier, le château alla à son frère Urse, Sheriff du Worcestershire.   
William de Beauchamp, en mariant Emeline d'Abetot, devient propriétaire du château. Il est resté dans la famille Beauchamp et par la suite est devenu une propriété des comtes de Warwick.